# Uovo mosaico
L'Uovo mosaico è una delle uova imperiali Fabergé, un uovo di Pasqua gioiello che l'ultimo Zar di Russia, Nicola II donò a sua moglie la Zarina Aleksandra Fëdorovna Romanova nel 1914.
Fu fabbricato a San Pietroburgo sotto la supervisione di Albert Holmström, per conto del gioielliere russo Peter Carl Fabergé, della Fabergè; la fattura originale è stata distrutta e quindi non ne conosciamo il costo.
Fu la nipote di Albert, Alma Theresia Pihl, a disegnare l'uovo come un mosaico di gemme colorate, ispirata dalla luce del camino che attraversava un ricamo che la suocera stava eseguendo.

## Proprietari
Nel 1917 durante la Rivoluzione russa l'uovo fu confiscato, insieme a gran parte degli oggetti della famiglia Romanov, dal Governo Provvisorio Russo; nell'elenco dei tesori che nel 1922 furono trasferiti dal Palazzo Anichkov al Sovnarkom è così descritto: "1 uovo d'oro come se ricamato su tela".
Nel 1933 l'Antikvariat vendette l'uovo per 5.000 rubli ad uno sconosciuto acquirente, probabilmente Armand Hammer.
Il 22 maggio 1933 fu acquistato presso Cameo Corner, a Londra, da re Giorgio V per 250 sterline "metà prezzo", probabilmente come dono per il compleanno della Regina Mary (26 maggio).
L'Uovo mosaico è oggi parte della Royal Collection di re Carlo III, è stato esposto al pubblico da luglio a ottobre 2011 nella mostra Royal Fabergé durante l'apertura estiva di Buckingham Palace.
Le altre Uova Fabergé nella Royal Collection sono:
- Uovo con dodici pannelli donato nel 1899 da Alexander Kelch a sua moglie Barbara Kelch;
- Uovo cesto di fiori, dono del 1901 di Nicola II alla Zarina Aleksandra Fëdorovna;
- Uovo delle colonne, dono del 1910 di Nicola II alla Zarina Aleksandra Fëdorovna.[2]

## Descrizione
L'uovo è fatto d'oro giallo, platino, diamanti taglio rosetta e brillante, rubini, smeraldi, topazi, zaffiri, granati, mezze perle, pietra di luna, smalto rosa opaco e bianco.
È una delle più originali e tecnicamente sofisticate uova imperiali Fabergé: costituito da una struttura di fasce d'oro giallo che sostiene una griglia di platino nella quale sono montati diamanti e gemme multicolori in modo da formare motivi floreali stilizzati che hanno l'aspetto di un lavoro di ricamo a piccolo punto non completato.
Si tratta di una gabbia di platino, le pietre tagliate e levigate sono perfettamente calibrate per riempire i minuscoli spazi, parte dei quali è stata lasciata vuota per dare l'impressione di un ricamo non finito.
La precisione della tecnica di realizzazione è resa ancora più impressionante dal fatto che il platino è tagliato e non saldato.
Attorno alla fascia mediana dell'uovo si susseguono cinque pannelli ovali, incorniciati da una fila di mezze perle fissate tra due linee di smalto bianco opaco, un brillante è posto ad ogni intersezione.
L'uovo è inoltre decorato da altre file di mezze perle tra linee di smalto bianco e da volute formate da diamanti taglio rosetta.
Sull'estremità arrotondata è posta una pietra di luna attraverso la quale sono visibili la data 1914 e il monogramma in oro della Zarina Aleksandra, in caratteri cirillici, intarsiati in una placca smaltata in rosa pallido.

### Sorpresa
La sorpresa è realizzata in oro, perle, diamanti taglio rosetta, granati verdi e con smalto verde traslucido, bianco opaco, rosa pallido opalescente, verde pallido e seppia pallido.
È un portaritratti in miniatura, che poggia su un piedistallo ed è sormontato della corona imperiale russa; è estraibile ed è mantenuto in posizione all'interno dell'uovo da due fermagli d'oro.
Il piedistallo d'oro è costituito da una base ovale con una colonnina a forma di vaso, smaltato di bianco e decorato con diamanti taglio rosetta, smeraldi e due perle appese.
Il portaritratti incornicia un medaglione ovale con i profili dei cinque figli di Nicola e Aleksandra, dipinti su avorio nello stile di un cammeo; sulla parte posteriore è raffigurato un cesto di fiori in smalto color seppia grisaille, contornato dai nomi di ciascuno dei bambini Romanov (Anastasija, Aleksej, Ol'ga, Marija, Tat'jana) e dall'anno 1914.

## Ispirazione

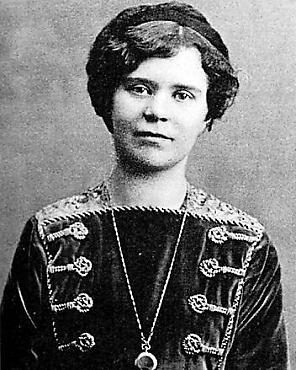
Alma Theresia Pihl.

Molte delle uova imperiali di Fabergé si basano su standard rococò e neoclassici,
ancorché superbamente eseguiti in oro e smalto, ma Alma Theresia Pihl si staccò da questi elementi convenzionali per produrre una magica opera di genio.
La storia racconta che Alma Theresia Pihl disegnò l'uovo come un mosaico di gemme colorate ispirata dalla luce del camino che attraversava un ricamo che la suocera stava eseguendo.
L'originalità dell'opera di Alma Theresia Pihl è ben rappresentata dall'Uovo mosaico, che combina un tema domestico e femminile ad una sofisticata tecnica di realizzazione, che fu curata dal mastro orafo Albert Holmström, zio di Alma.